# Prince Ampem
Prince Obeng Ampem (Sunyani, 13 aprile 1998) è un calciatore ghanese, attaccante dell'Eyüpspor.

## Palmarès

### Club

#### Competizioni nazionali
- Druga hrvatska nogometna liga: 1

Sebenico: 2019-2020